# Kim Boutin
Kim Boutin (Sherbrooke, 16 dicembre 1994) è una pattinatrice di short track canadese.

## Carriera
Convocata per le Olimpiadi di Pyeongchang, il 13 febbraio 2018 conquista la medaglia di bronzo nei 500 metri grazie alla squalifica della coreana Choi, che era arrivata seconda, ripetendosi poi quattro giorni dopo nei 1500 metri. Il 22 febbraio conquista la medaglia d’argento nei 1000 metri.

## Palmarès

### Olimpiadi
- 4 medaglie:
  - 1 argento (1000 m a Pyeongchang 2018);
  - 3 bronzi (500 m e 1500 m a Pyeongchang 2018; 500 m a Pechino 2022).

### Mondiali
- 17 medaglie:
  - 3 ori (500 m a Rotterdam 2024; staffetta 3000 m e staffetta 2000 m mista a Pechino 2025);
  - 6 argenti (1500 m a Sofia 2019; classifica generale, 500 m, 1000 m, 1500 m e staffetta 3000 m a Montréal 2022);
  - 8 bronzi (1500 m e staffetta 3000 m a Montréal 2018; classifica generale, 1000 m e staffetta 3000 m a Sofia 2019; 1500 m e staffetta 3000 m a Seul 2023; staffetta 3000 m a Rotterdam 2024).

### Coppa del mondo
- 25 podi:
  - 4 primi posti;
  - 9 secondi posti;
  - 12 terzi posti.